# Questionable Content
Questionable Content (« contenu douteux », abrégé 'QC') est un webcomic américain réalisé par Jeph Jacques. La première publication a eu lieu le 1er août 2003. Une planche de QC est publiée tous les jours du lundi au vendredi.
Jeph Jacques vit exclusivement de ce travail, ses revenus proviennent de la publicité publiée sur le site et des produits dérivés (T-shirt, cartes, mugs...) et ce depuis 2004.
L'histoire est centrée sur Marten Reed, un fan de rock indé, sa colocataire Faye Whitaker et la patronne de Faye, Dora Bianchi. Les personnages secondaires sont les employées du café du coin, des voisins et des ordinateurs anthropomorphisés.

## Création
En 2003, le travail de Jeph Jacques lui laissait, d'après lui, pas mal de temps libre pour s'occuper en lisant des webcomics. Jacques a déclaré à propos de ses lectures de l'époque : 

« J'ai toujours été très intéressé par la musique et particulièrement le rock indé, et je n'en ai jamais vu dans d'autres comics qui traitent de cet aspect de notre culture. J'ai pensé qu'il y avait là une chance que ça marche. »

## Style
Tant le mode de narration que le style graphique ont évolué depuis le lancement de la série. Initialement l'histoire devait tourner autour d'un garçon solitaire et de son robot, mais l'arrivée d'un personnage féminin (Faye) a amené un élargissement dans les sujets abordés par Jeph Jacques. Même si QC est toujours perçu comme un webcomic sur le rock, l'histoire a commencé à se centrer plus sur le développement des personnages et l'humour. Jeph Jacques s'assure toujours que chaque strip contienne au moins un élément comique pour quelqu'un qui ne connaît rien au rock indépendant.
Jeph Jacques a d'ailleurs parlé de l'évolution de son travail au cours d'une interview pour ComixTalk : 

« Le graphisme change constamment, n'importe qui ayant lu le comic pendant plus de deux semaines pourrait le dire. J'essaie constamment d'expérimenter de nouvelles choses dans mes dessins – constamment améliorer mon dessin est un objectif depuis le tout premier jour, et je pense que je commence à atteindre le point où mon travail commence à être présentable. C'est la survie du plus apte, basiquement : les changements dont je pense qu'ils vont bien avec le style général que je recherche restent en place, et les changements qui ne correspondent pas sont supprimés, parfois en l'espace de trois ou quatre planches, parfois sur une période de temps beaucoup plus longue. J'essaie de mieux utiliser différents « angles de caméra » dans chaque case et de faire des arrière-plans plus développés, ces deux points sont juste une question de patience et de prendre mon temps avec le dessin. Il y a toujours des tonnes de choses à améliorer, et il y en aura toujours, mais je pense qu'au moins je fais des progrès. »

— Jeph Jacques, ComixTalk
Jeph Jacques cite Calvin et Hobbes de Bill Watterson et le webcomic Scary Go Round comme ses principales influences.

## Personnages

### Humains
- Marten Reed est le personnage principal et donc le premier à apparaître. C'est un fan de rock indé. Il travaille initialement dans un bureau où il semble affecté à toutes les tâches subalternes, il trouve ensuite une place à la bibliothèque du Smith College. Marten habite avec Faye, avec qui il espère sortir avant de finalement sortir avec Dora. Il possède un AnthroPC appelé Pintsize[7]. Marten est le guitariste d'un groupe nommé Deathmøle, formé avec ses voisins Amir, Hannelore et Natasha qui les quittera en cours de route[8],[9].
- Faye Whitaker travaille au Coffee of Doom. Elle vient de Savannah en Géorgie, elle a déménagé à Northampton après avoir fait une dépression nerveuse à la suite du suicide de son père[10]. Faye est recueillie par Marten (au début temporairement) après qu'elle a mis le feu à son appartement avec un grille-pain[11]. Faye est généralement très sarcastique voire cassante, mais cela peut être une marque d'affection. Sa première apparition a lieu dans le troisième strip. Elle adore insulter les clients du Coffee of Doom et il semblerait que cette attitude lui ait gagné quelques admirateurs — notamment Angus.
- Dora Bianchi est la propriétaire du Coffee of Doom. Elle est bisexuelle et a été gothique pendant quelque temps. Contrairement à la plupart des personnages principaux, Dora est fan de métal et non de rock indé[12],[13]. Pendant son temps libre, Dora fait du web-design. Elle prétend avoir une longue histoire d'agoraphobie qu'elle essaie de surpasser en étant directe et moqueuse[14],[15]. Cette anxiété et ce manque de confiance poseront quelques problèmes dans sa relation avec Marten. Elle a un chat noir, Mieville. À l'adolescence elle était amoureuse de la mère de Marten qui posait pour des photos de fétichisme.
- Steve est un ami proche de Marten. Il est décrit comme « plus apte que Marten à sortir avec des filles »[16]. Il est tout de même sujet à de sérieux dérapages après une rupture, ce qui l'a conduit à être embauché par une agence secrète américaine vu que « personne ne [le] croirait s'il essayait de [les] dénoncer » alors qu'il est en proie à des hallucinations dues à l'alcool[17]. Il sort avec Cosette, qui sera par la suite employée au Coffee of Doom.
- Raven Pritchard vient de  Houston au Texas, c'est une ancienne gothique amie de Dora. Elle travaille pendant un temps au Coffee of Doom, puis retourne à la fac. En dépit du fait qu'elle soit joyeuse et énergique, Dora prétend que Raven pesait 10 kg de plus à la fac et était franchement dépressive. Raven est en réalité son second prénom, qu'elle utilise car le premier, Blodwyn (terme gaélique pour Fleur Blanche) lui fait honte. En général montrée sous un jour peu glorieux, Raven peut occasionnellement faire preuve d'une intelligence remarquable. Ses parents occupent tous les deux des postes nécessitant de grandes capacités intellectuelles et c'est pour suivre leurs pas qu'elle reprend ses études.
- Hannelore Ellicott-Chatham (Hanners) est la voisine du dessus de Marten et Faye. Son appartement passe du numéro 33[18] au 36[19], puis 226[20]. Elle présente un certain nombre de TOCs, elle est insomniaque et compte des choses pour d'autres gens pour gagner sa vie[21]. Elle travaillera par la suite pour le Coffee of Doom. Malgré sa phobie des germes et infections, Hanners a de nombreux piercings aux oreilles. Son obsession pour le comptage semble lui conférer un talent rare pour la batterie (elle décrit cette activité comme « compter avec tout ton corps »), c'est Marten qui lui permet de découvrir ce talent. Il en profite pour la recruter dans Deathmøle. Ses parents sont tous les deux milliardaires. Sa mère ne lui prête que peu d'attention et son père l'a élevée seul sur une station spatiale.
- Sven Bianchi est le grand frère de Dora, un talentueux compositeur de musique country. Sven a une vie sexuelle et amoureuse très active et compliquée, avant qu'il ne s'assagisse sous les menaces de Faye. Il possède un chat blanc, Princesse.
- Tai étudie la littérature anglaise à Smif College, c'est la supérieure de Marten à la bibliothèque. Elle est lesbienne et s'interroge sur sa préférence entre la monogamie et le polyamour, sa vie amoureuse est assez compliquée. C'est une grande fan de Jimbo, un personnage qui écrit des romans érotiques. Elle officie parfois en tant que DJ sous le nom de Tai Fighter, son style de musique préféré étant la minimal techno. Elle porte différents tatouages et piercings.
- Angus McPhee est un client régulier du Coffee of Doom et il est amoureux de Faye Whitaker depuis un moment. On ne sait d'ailleurs pas à quel point cela est réciproque pendant un long moment. Angus est un homme de paille professionnel, il perd intentionnellement des débats pour discréditer les causes qu'il est censé défendre[22]. Il apprécie le ton mordant de Faye et ne vient initialement que pour ça au Coffe of Doom. Angus est intolérant au lactose.
- Penelope Gaines (Penny ou Pen-pen, malgré ses demandes répétées pour l'abandon de ces diminutifs) est une employée du Coffee of Doom. Elle est soupçonnée d'avoir été la super héroïne Pizza Girl (un ancien personnage récurrent). Un ami poète de Sven, Wil, lui a fait la cour avant de partir pour un road-trip pour trouver son « moi intérieur ». À son retour, ils ont commencé à sortir ensemble.
- Marigold est une otaku très désordonnée qui habite avec Angus. Elle répare Pintsize pour Marten en échange de l'expertise d'Hannelore en rangement et nettoyage. Marigold joue à World of Warcraft. Elle est initialement très introvertie, mais essaie ensuite d'être moins refermée sur elle-même[23]. Elle tombe brièvement amoureuse de son colocataire, Angus.

### AnthroPC
- Pintsize est l'AnthroPC de Marten. C'est le deuxième personnage à apparaître dans QC. Il crée souvent l'élément comique d'un strip en ayant le dernier mot. Pintsize est un petit robot obsédé qui peut avoir des réflexions assez déplacées et enchaîne les bêtises.
- Winslow est un modèle Macintosh d'AnthroPC, il appartient à Hannelore. Il ressemble à un iPod géant avec des petits bras coniques et de petites jambes. Même si Winslow a d'abord eu un contact assez négatif avec Pintsize qui lui avait envoyé des images pornographiques de chevaux, Marten lui a assuré qu'il s'agissait réellement de l'idée que Pintsize se faisait d'un cadeau de bienvenue. Les deux AnthroPC sont maintenant amis, Winslow étant plus ou moins le garde-fou des idées démentes de Pintsize.
- Momo-tan[24] est l'AnthroPC de Marigold, elle ressemble à un petit personnage de manga. Elle est amie avec Winslow et Pintsize, c'est elle qui présente Marten à Marigold lorsque Pintsize tombe sévèrement en panne. Elle acquiert par la suite un « châssis » d'adolescente.

## Accueil
En 2011, la bande dessinée avait 400 000 lecteurs uniques par mois et Jeph Jacques était suivi par plus de 40 000 personnes sur Twitter. En 2014, un article du site The Mary Sue la présentait comme l'une des BD en ligne les plus populaires et ayant la plus grande longévité. Sur Polygon, en 2018, K. Thor Jensen évoque Questionable Content dans un article consacré aux « webcomics les plus influents de tous les temps ».